# Пандо Струмишки
Пандо Николов – Струмишки, известен и с псевдонима Бакунин, е български революционер, струмишки войвода на Вътрешната македонска революционна организация.

## Биография
Пандо Струмишки е роден в 1898 година в град Струмица, тогава в Османската империя, днес в Северна Македония. Завършва III прогимназиален клас. Става нелегален в 1920 година, след като убива сръбски полицай. Четник е при Георги Въндев и Димитър Димашев, а след това става войвода в Струмишко.
След убийството на Александър Протогеров застава на страната на протогеровистите. Участва в протогеровистката експедиция към Петрички окръг, заловен е и е убит от четата на Георги Настев в местността Юндола в Родопите.
Негов братовчед е войводата Ефтим Чифлишки.
- Портретна снимка на Пандо Струмишки
- Четата на Пандо Струмишки (в средата) и Пандо Кицов (четвърти отпред)
- Кръстьо Сетински, неизвестен, Пандо Кицов и Пандо Струмишки